# Яковлєв Микола Олександрович
Микола Олександрович Яковлєв (* 6 квітня 1924 — 1 жовтня 1943) — Герой Радянського Союзу (1944, посмертно), у роки німецько-радянської війни кулеметник 221-го гвардійського стрілецького полку, гвардії молодший сержант.

## Життєпис
Народився в селі Сидоровське (нині Усть-Кубинський район, Вологодська область РФ) у селянській родині. Росіянин. Здобув початкову освіту, школу ФЗУ в місті Сокіл (також Вологодська область). Працював у Свердловську на Уралмашзаводі.
У рядах Червоної армії з серпня 1942 року, а з серпня 1943 року на фронтах німецько-радянської війни. Кулеметник 221-го гвардійського стрілецького полку (77-а гвардійська стрілецька дивізія, 61-ї армії Центральний фронт, гвардії молодший сержант М. О. Яковлєв у числі перших переправився через Дніпро у районі села Вялле (Брагінський район Гомельської області). Вміло прикривав вогнем переправу піхоти. 30 вересня 1943 року в бою у села Галки, відбиваючи контратаки ворога, знищив багато гітлерівців. Загинув у бою 1 жовтня 1943 року.
15 січня 1944 року Миколі Олександровичу Яковлєву присвоєно звання Герой Радянського Союзу посмертно.
Похований в смт Комарин (Брагінський район Гомельської області Білорусі).

## Джерело
- Герои Советского Союза: Краткий биографический словарь / Пред. ред. коллегии И. Н. Шкадов. — М. : Воениздат, 1988. — Т. 2. — 863 с. с. — 100 000 прим. — ISBN 5-203-00536-2. (рос.)
- Інформація про нагороди М. О. Яковлєва на сайті «Подвиг народа» (рос.)